# جان تری (بازیکن فوتبال)
جان جرج تری (انگلیسی: John George Terry؛ زادهٔ ۷ دسامبر ۱۹۸۰) بازیکن فوتبال پیشین اهل انگلستان است که در پست مدافع میانی بازی می‌کرد. او پیشتر کاپیتان تیم فوتبال چلسی و تیم ملی فوتبال انگلستان بوده‌است.

## سابقه حرفه‌ای

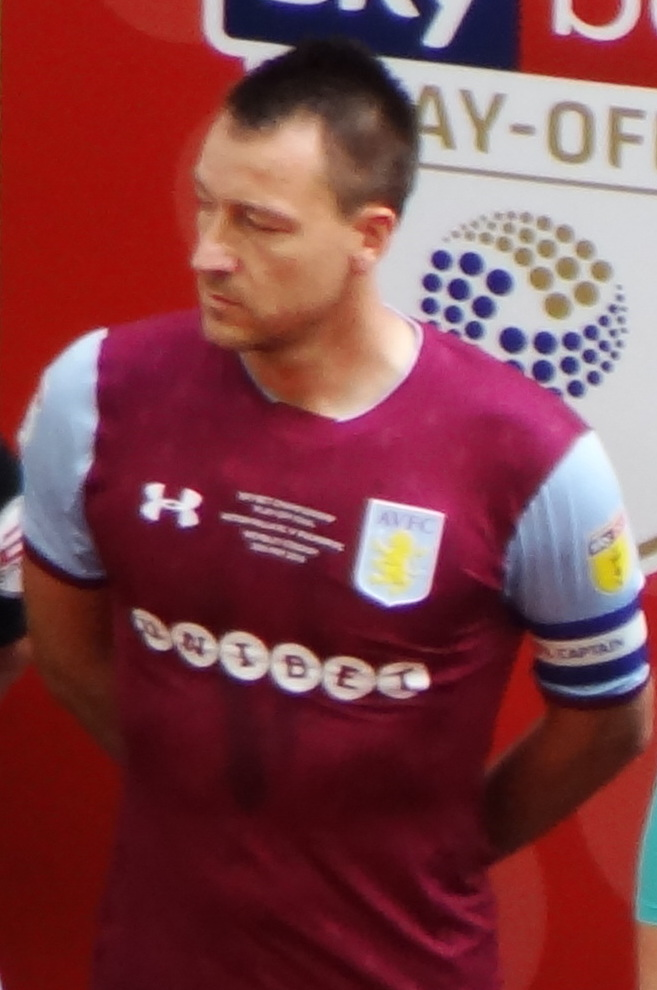
تری در استون ویلا سال 2018

تری موفق‌ترین کاپیتان چلسی بوده‌است که توانسته از سال ۲۰۰۴ با این تیم ۵ عنوان قهرمانی در لیگ برتر، چهار عنوان در جام حذفی، دو عنوری ان در کارلینگ کاپ و یک عنوان در لیگ قهرمانان اروپا بدست آورد. وی یکی از ۵ نفری می‌باشد که بیشتر از ۵۰۰ بازی برای چلسی انجام داده‌اند. تری پس از برد ۱–۰ چلسی در برابر منچستر یونایتد در ۲۰۰۷، اولین کاپیتانی‌ست که جام بازی‌های حذفی را در ورزشگاه ومبلی بالای سر برد و همچنین اولین بازیکنی‌ست که در این ورزشگاه گل ملی زده‌است.
وی همچنین ۷۸ بازی ملی برای تیم ملی فوتبال انگلیس انجام داده‌است.
بسیاری جان تری را بهترین مدافع تاریخ لیگ برتر انگلیس و یکی از بهترین مدافعان تاریخ فوتبال می‌دانند. او گلزن‌ترین مدافع تاریخ لیگ برتر است، همچنین در زمان حضور او در چلسی، این تیم به رکوردهای دفاعی بزرگی دست پیدا کرد، از جمله: کمترین شکست در خانه:چلسی صفر بازی (۲۰۰۴–۰۵، ۲۰۰۵–۰۶، ۲۰۰۶–۰۷، ۲۰۰۷–۰۸، ۲۰۱۴–۱۵)، بیشترین بازی شکست ناپذیری در خانه: چلسی ۸۶ بازی (فوریه ۲۰۰۴ – ۲۶ اکتبر ۲۰۰۸)، کمترین گل خورده در یک فصل: چلسی ۱۵ گل (۲۰۰۴–۰۵)، کمترین گل خورده در خارج خانه: چلسی ۹ گل (۲۰۰۴–۰۵).

## لیگ قهرمانان اروپا
تراژیک‌ترین صحنه برای جان تری از دست دادن پنالتی در فینال لیگ قهرمانان اروپا ۲۰۰۸ بود که موجب از دست رفتن قهرمانی برای این تیم شد، جان تری در دومین فینال لیگ قهرمانان اروپا غایب بود، به دلیل خطای ناشیانه‌ای که در بازی برگشت لیگ قهرمان بر روی الکسیس سانچز بازیکن تیم بارسلونا انجام داد، چلسی اما در نهایت توانست در فینال بایرن مونیخ را شکست دهد و برای اولین بار عنوان قهرمانی لیگ قهرمانان اروپا رابه دست آورد.

## رسوایی اخلاقی
جان تری در ماه ژانویه ۲۰۱۰ با نامزد پیشین وین بریج رابطه داشته‌است. البته بعدها همین زن مادر فرزند بریج شد. آن زمان‌ها فابیو کاپلو سرمربی تیم ملی انگلیس بود و جان تری را کاپیتان کرده بود اما پس از انتشار این خبر کاپیتانی برای مدتی از جان تری گرفته شد و به ریو فردیناند رقیب سنتی وی داده شد ،همچنین وین بریج از تیم ملی خداحافظی کرد. وین بریج به خاطر این رفتار غیراخلاقی جان تری زمانی که در یکی از مسابقات لیگ با هم مسابقه می‌دادند با وی دست نداد.

## آمار

### باشگاهی
| باشگاهی    | باشگاهی         | باشگاهی           | لیگ  | لیگ | جام               | جام               | سایر جام‌ها  | سایر جام‌ها  | قاره  | قاره  | مجموع | مجموع |
| فصل        | باشگاه          | لیگ               | بازی | گل  | بازی              | گل                | بازی        | گل          | بازی  | گل‌    | بازی  | گل‌    |
| انگلستان   | انگلستان        | انگلستان          | لیگ  | لیگ | جام حذفی انگلستان | جام حذفی انگلستان | کارلینگ کاپ | کارلینگ کاپ | اروپا | اروپا | مجموع | مجموع |
| ---------- | --------------- | ----------------- | ---- | --- | ----------------- | ----------------- | ----------- | ----------- | ----- | ----- | ----- | ----- |
| ۹۹–۱۹۹۸    | چلسی            | لیگ برتر انگلستان | ۲    | ۰   | ۳                 | ۰                 | ۱           | ۰           | ۱     | ۰     | ۶     | ۰     |
| ۲۰۰۰–۱۹۹۹  | چلسی            | لیگ برتر انگلستان | ۴    | ۰   | ۴                 | ۱                 | ۱           | ۰           | -     | -     | ۹     | ۱     |
| ۲۰۰۰–۱۹۹۹  | ناتینگهام فارست | لیگ دسته اول      | ۶    | ۰   | -                 | -                 | -           | -           | -     | -     | ۶     | ۰     |
| ۰۱–۲۰۰۰    | چلسی            | لیگ برتر انگلستان | ۲۲   | ۱   | ۳                 | ۰                 | ۱           | ۰           | -     | -     | ۲۶    | ۱     |
| ۰۲–۲۰۰۱    | چلسی            | لیگ برتر انگلستان | ۳۳   | ۱   | ۵                 | ۲                 | ۵           | ۰           | ۴     | ۱     | ۴۷    | ۴     |
| ۰۳–۲۰۰۲    | چلسی            | لیگ برتر انگلستان | ۲۰   | ۳   | ۵                 | ۲                 | ۳           | ۰           | ۱     | ۱     | ۲۹    | ۶     |
| ۰۴–۲۰۰۳    | چلسی            | لیگ برتر انگلستان | ۳۳   | ۲   | ۳                 | ۱                 | ۲           | ۰           | ۱۳    | ۰     | ۵۱    | ۳     |
| ۰۵–۲۰۰۴    | چلسی            | لیگ برتر انگلستان | ۳۶   | ۳   | ۱                 | ۱                 | ۵           | ۰           | ۱۱    | ۴     | ۵۳    | ۸     |
| ۰۶–۲۰۰۵    | چلسی            | لیگ برتر انگلستان | ۳۶   | ۴   | ۴                 | ۲                 | ۱           | ۱           | ۸     | ۰     | ۴۹    | ۷     |
| ۰۷–۲۰۰۶    | چلسی            | لیگ برتر انگلستان | ۲۸   | ۱   | ۴                 | ۰                 | ۲           | ۰           | ۱۰    | ۰     | ۴۶    | ۱     |
| ۰۸–۲۰۰۷    | چلسی            | لیگ برتر انگلستان | ۲۳   | ۱   | ۲                 | ۰                 | ۲           | ۰           | ۱۰    | ۰     | ۳۷    | ۱     |
| ۰۹–۲۰۰۸    | چلسی            | لیگ برتر انگلستان | ۳۴   | ۱   | ۲                 | ۰                 | ۱           | ۰           | ۱۱    | ۲     | ۴۸    | ۳     |
| ۱۰–۲۰۰۹    | چلسی            | لیگ برتر انگلستان | ۳۷   | ۲   | ۴                 | ۱                 | ۱           | ۰           | ۸     | ۰     | ۴۶    | ۳     |
| ۱۱–۲۰۱۰    | چلسی            | لیگ برتر انگلستان | ۳۳   | ۳   | ۳                 | ۰                 | ۱           | ۰           | ۸     | ۱     | ۴۵    | ۴     |
| ۱۲–۲۰۱۱    | چلسی            | لیگ برتر انگلستان | ۳۱   | ۶   | ۴                 | ۰                 | ۱           | ۰           | ۸     | ۱     | ۴۴    | ۷     |
| ۱۳–۲۰۱۲    | چلسی            | لیگ برتر انگلستان | ۴    | ۰   | ۰                 | ۰                 | ۱           | ۰           | ۱     | ۰     | ۶     | ۰     |
| مجموع چلسی | مجموع چلسی      | مجموع چلسی        | ۳۷۷  | ۲۸  | ۵۰                | ۱۰                | ۲۸          | ۱           | ۹۱    | ۱۰    | ۵۴۶   | ۴۹    |
| کل دوره    | کل دوره         | کل دوره           | ۳۸۳  | ۲۸  | ۵۰                | ۱۰                | ۲۸          | ۱           | ۹۱    | ۱۰    | ۵۵۲   | ۴۹    |

### ملی

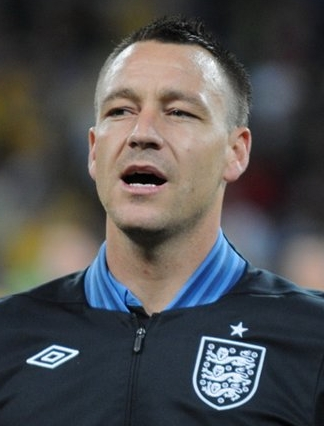
تری با انگلستان در سال ۲۰۱۲

منبع:
| تیم ملی  | سال   | تعداد بازی | گل زده |
| -------- | ----- | ---------- | ------ |
| انگلستان | ۲۰۰۳  | ۶          | ۰      |
| انگلستان | ۲۰۰۴  | ۹          | ۰      |
| انگلستان | ۲۰۰۵  | ۶          | ۰      |
| انگلستان | ۲۰۰۶  | ۱۴         | ۲      |
| انگلستان | ۲۰۰۷  | ۷          | ۱      |
| انگلستان | ۲۰۰۸  | ۶          | ۲      |
| انگلستان | ۲۰۰۹  | ۱۰         | ۱      |
| انگلستان | ۲۰۱۰  | ۷          | ۰      |
| انگلستان | ۲۰۱۱  | ۷          | ۰      |
| انگلستان | ۲۰۱۲  | ۶          | ۰      |
| مجموع    | مجموع | ۷۸         | ۶      |

### گل‌های ملی
| # | تاریخ          | محل برگزاری                   | تعداد بازی | حریف                | گل  | نتیجه | مسابقه                              | منبع   |
| - | -------------- | ----------------------------- | ---------- | ------------------- | --- | ----- | ----------------------------------- | ------ |
| ۱ | ۳۰ مه ۲۰۰۶     | الدترافورد، منچستر، انگلستان  | ۲۳         | مجارستان            | ۲–۰ | ۳–۱   | دوستانه                             | [ ۶ ]  |
| ۲ | ۱۶ اوت ۲۰۰۶    | الدترافورد، منچستر، انگلستان  | ۳۰         | یونان               | ۱–۰ | ۴–۰   | دوستانه                             | [ ۷ ]  |
| ۱ | ۱ ژوئن ۲۰۰۷    | ورزشگاه ومبلی، لندن، انگلستان | ۳۸         | برزیل               | ۱–۰ | ۱–۱   | دوستانه                             | [ ۸ ]  |
| ۴ | ۲۸ مه ۲۰۰۸     | ورزشگاه ومبلی، لندن، انگلستان | ۴۴         | ایالات متحده آمریکا | ۱–۰ | ۲–۰   | دوستانه                             | [ ۹ ]  |
| ۵ | ۱۹ نوامبر ۲۰۰۸ | ورزشگاه المپیک، برلین، آلمان  | ۴۸         | آلمان               | ۲–۱ | ۲–۱   | دوستانه                             | [ ۱۰ ] |
| ۶ | ۱ آوریل ۲۰۰۹   | ورزشگاه ومبلی، لندن، انگلستان | ۵۱         | اوکراین             | ۲–۱ | ۲–۱   | مرحله مقدماتی جام جهانی فوتبال ۲۰۱۰ | [ ۱۱ ] |

## افتخارات
چلسی

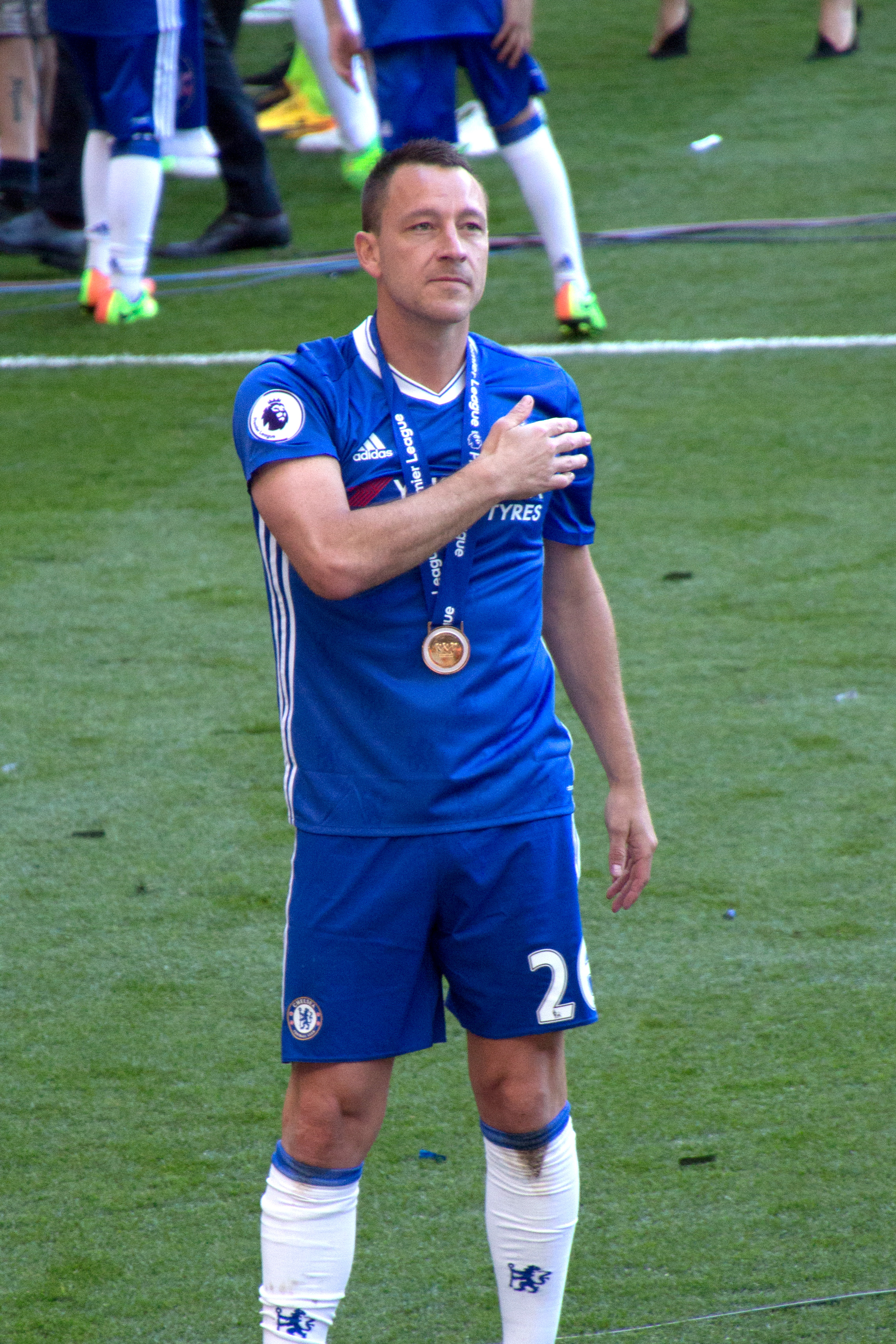
تری پس از قهرمانی در لیگ برتر فوتبال انگلستان ۱۷–۲۰۱۶ با چلسی

- لیگ برتر فوتبال انگلستان: ۰۵–۲۰۰۴، ۰۶–۲۰۰۵، ۱۰–۲۰۰۹، ۱۵–۲۰۱۴، ۱۷–۲۰۱۶[۱۲]
- جام حذفی فوتبال انگلستان: ۲۰۰۰، ۲۰۰۷، ۲۰۰۹، ۲۰۱۰، ۲۰۱۲
- جام اتحادیه فوتبال انگلستان: ۲۰۰۵، ۲۰۰۷، ۲۰۱۵
- جام خیریه انگلستان: ۲۰۰۵, ۲۰۰۹
- لیگ قهرمانان اروپا: ۲۰۱۲
- لیگ اروپا: ۲۰۱۳
- سوپرجام اروپا نایب قهرمان: ۲۰۱۳[۱۳]

شخصی
- بازیکن سال پی‌اف‌ای: ۰۵–۲۰۰۴
- بازیکن منتخب جام‌جهانی: ۲۰۰۶
- بهترین مدافع به انتخاب یوفا: ۲۰۰۵، ۲۰۰۸، ۲۰۰۹[۱۴]
- تیم سال یوفا: ۲۰۰۵، ۲۰۰۷، ۲۰۰۸، ۲۰۰۹
- بازیکن سال باشگاه فوتبال چلسی: ۲۰۰۱، ۲۰۰۶